# Wasting My Hate
«Wasting My Hate» es una canción del sexto álbum de estudio titulado Load del grupo musical estadounidense Metallica. Es de las canciones más cercanas a un estilo heavy metal del disco. Fue tocada en vivo durante la gira "Poor Touring Me" y una vez terminada la gira no la volvieron a tocar hasta el 2011.

## Demo
"Streamline", la versión demo de la original "Wasting My Hate", fue grabada el 2 de marzo de 1995 por James Hetfield y Lars Ulrich en la casa-estudio Dungeon.

## Letra
El título habla por sí mismo. Se trata de cansarse de malgastar el odio en alguien. En la gira musical World Magnetic Tour tocan una parte de la canción al terminar la canción Seek and Destroy.

## Créditos
- James Hetfield: Voz y guitarra.
- Kirk Hammett: Guitarra.
- Jason Newsted: Bajo eléctrico.
- Lars Ulrich: Batería y percusión.